# کارلو لولیچ
کارلو لولیچ (انگلیسی: Karlo Lulić؛ زادهٔ ۱۰ مهٔ ۱۹۹۶) بازیکن فوتبال اهل کرواسی است.
از باشگاه‌هایی که در آن بازی کرده‌است می‌توان به باشگاه فوتبال اوسیک، باشگاه فوتبال سمپدوریا، باشگاه فوتبال اسلاون بلوپو، باشگاه فوتبال رودش، و باشگاه فوتبال بوهمیانس ۱۹۰۵ اشاره کرد.
وی همچنین در تیم‌های ملی فوتبال زیر ۱۵، ۱۶، ۱۷، ۱۸، ۱۹ و ۲۱ سال کرواسی بازی کرده‌است.